# Mornaysauce
Mornaysauce (fransk: sauce Mornay) er en af de fremtrædende grundsaucer i det franske køkken.
Den laves ved at tilsætte revet gruyère-ost til en bechamelsauce.
Mornaysauce har siden 1800-tallet været anvendt i mange forskellige retter, blandt andet til fisk og skaldyr, men i Danmark kendes den bedst som ingrediens i gratinerede retter, såsom lasagne.
| Mad og drikke | Spire Denne artikel om mad og drikke er en spire som bør udbygges. Du er velkommen til at hjælpe Wikipedia ved at udvide den. |